# Davi Kopenawa Yanomami

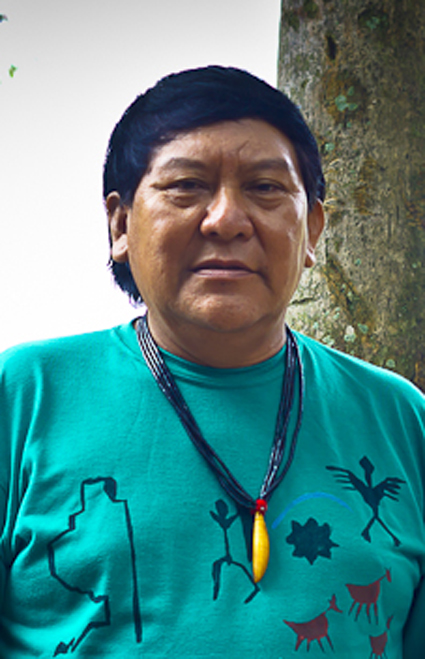
Davi Kopenawa Yanomami

Davi Kopenawa Yanomami (geboren am 18. Februar 1956 in Alto Rio Toototobi, Amazonas) ist Schamane und Vertreter der Yanomami-Indigenen in Brasilien. Er setzt sich für die Rechte der Indigenen ein, vor allem für die Sicherung ihrer Landrechte und ist Präsident der Yanomami-Organisation Hutukara. Für sein Engagement hat er internationale Auszeichnungen erhalten.
Seit 1985 setzt sich Davi dafür ein, die weitläufigen Gebiete der Yanomami in den Bundesstaaten Roraima und Amazonas als deren Grundbesitz anzuerkennen. Mitte der 1980er Jahre waren Goldgräber in diese Regionen eingedrungen. In der Folge starben viele Yanomami an eingeschleppten Infektionskrankheiten, gegen die sie keine Abwehrkräfte besaßen und durch Quecksilbervergiftung.
Seine Naturlyrik und Lehren, die er zusammen mit dem französischen Anthropologen Bruce Albert in dem Buch La chute du ciel (Der Sturz des Himmels) publizierte, inspirierten die Yanomami und die Ye’kuana zur Produktion des Films A Mensagem do Xamã (Die Botschaft des Schamanen)

## Leben
Davi wurde in den 1950er Jahren in Alto Rio Toototobi im Regenwalds des Amazonas geboren – etwas mehr als 300 Kilometer vom Flussbett des Uriracoera entfernt und verließ sein Land, nachdem seine Mutter an einer von Missionaren eingeschleppten Masernerkrankung gestorben war. Er lernte Portugiesisch und wurde FUNAI-Dolmetscher.
Auf den Spuren der Missionare und der Grenzkommissionen, auf der von der Armee in den 1970er Jahren eröffneten Straßen und des Goldrausches  starben 80 % der Yanomami im darauf folgenden Jahrzehnt.
1989 nahm Davi als Stellvertreter der Menschenrechtsorganisation Survival International, die sich für indigene Völker einsetzt, den auch als „Alternativen Nobelpreis“ bekannten Right Livelihood Award entgegen. Zwei Jahre später, 1991, erhielt Davi den Vereinte Nationen-Global 500 Award, mit dem seine Arbeit für den Schutz des Regenwaldes ausgezeichnet wurde. 1999 verlieh Präsident Fernando Henrique Cardoso Davi den Rio-Branco-Orden.
2004 gründete Davi mit anderen Yanomami-Anführern die Organisation Hutukara Associação Yanomami („der Teil des Himmels, wo die Erde geboren wurde“). 2007 besuchte Davi Deutschland und überreichte im Bundeskanzleramt einen Brief, in dem er darum bat, die Konvention ILO 169 für den Schutz indigener Rechte zu unterzeichnen (Übereinkommen über eingeborene und in Stämmen lebende Völker in unabhängigen Ländern). 2009 erhielt er eine Ehrenauszeichnung von der Jury des spanischen Bartolomé-de-las-Casas-Preises. 2010 besuchte Davi im Rahmen der Amazonas-Oper der Münchener Biennale Deutschland.
2019 wurde ihm erneut und seiner Organisation Hutukara Associação Yanomami erstmals „für ihre mutige Entschlossenheit, die Wälder und die Artenvielfalt des Amazonas sowie das Land und die Kultur seiner Ureinwohner zu schützen.“ der Right Livelihood Award (alternativer Nobelpreis) zuerkannt.
Im September 2022 wurde ihm von der Bundesuniversität von Roraima der Ehrendoktorwürde verliehen.

## Veröffentlichungen
- Davi Kopenawa, Bruce Albert: La chute du ciel. Paroles d'un chaman yanomami. (= Terre humaine). Plon, Paris 2010, ISBN 978-2-259-21068-3.
  - Englisch: The Falling Sky. Words of a Yanomami Shaman. The Belknap Press of Harvard University Press, Cambridge, Mass. 2013, ISBN 978-0-674-72468-6).[9][10]
  - Brasilianisches Portugiesisch: A Queda do Céu: palavra de um xamã yanomami, Companhia das Letras, São Paulo, 2015.
  - Deutsch: Der Sturz des Himmels. Worte eines Yanomami-Schamanen. Aus dem Französischen von Karin Uttendörfer und Tim Trzaskalik, Matthes & Seitz, Berlin 2024, ISBN 978-3-7518-2013-4.